# Diva (песня Бейонсе)
«Diva» — сингл американской певицы Бейонсе из альбома I Am... Sasha Fierce (2008).

## Список композиций
Diva The Remixes (Digital Remix EP) 
1. «Diva (Maurice Joshua Extended Mojo Remix)» — 6:53
2. «Diva (Mr. Mig Extended Club Remix)» — 7:09
3. «Diva (Karmatronic Club Remix)» — 5:08
4. «Diva (DJ Escape & Tony Coluccio Club)» — 6:45
5. «Diva (Gomi / RasJek Club Mix)» — 7:27
6. «Diva (Redtop Club Mix)» — 6:34
7. «Diva (Jeff Barringer Us. Fingaz Extended Remix)» — 7:33

## Критика
По мнению Мариэль Консепсьон из Billboard, «Diva» не несёт в себе какой-либо новизны, но тем не менее песне удалось стать танцевальным радиохитом. Адам Маттера из The Observer счёл песню потенциальным источником вдохновения для дрэг-квин. По мнению Алексиса Петридиса из The Guardian, «Diva» является самым экспериментальным треком в альбоме, однако «звуковой обман» песни «не столь интересен, чтобы отвлечь вас от отсутствия мелодии». Спенс Д. из IGN Music посчитал, что использование рэпа в песне было «плохой идеей», и описал песню как «неуклюжую, [и] ужасно устаревшую».

## Позиции в чартах
| Россия — TopHit 100                           | Россия — TopHit 100                      | Пик Позиция | Пик Позиция |
| --------------------------------------------- | ---------------------------------------- | ----------- | ----------- |
| «Diva (Maurice Joshua Mojo Radio Remix)»      | «Diva (Maurice Joshua Mojo Radio Remix)» | 164         | 164         |
| «Diva (Karmatronic Radio Remix)»              |                                          | 164         | 164         |
| «Diva»                                        |                                          | 164         | 164         |
| Котировки                                     | Сертификаты                              | Продажи     | Пик Позиция |
| Австралия — ARIA Top 50 Singles Chart         |                                          |             | 40          |
| Бразилия — Top 100 Singles                    |                                          |             | 26          |
| Республика Ирландия — The Irish Singles Chart |                                          |             | 50          |
| Нидерланды — Dutch Top 30                     |                                          |             | 73          |
| Новая Зеландия — top 40 singles               |                                          |             | 26          |
| Турция — Türkiye Top 20                       |                                          |             | 16          |
| США — Billboard Hot 100                       | Золото                                   | 500.000     | 19          |
| Великобритания — UK Singles Chart             |                                          |             | 72          |